# Cyrk
Cyrk je druhé sólové studiové album velšské zpěvačky Cate Le Bon. Vydáno bylo v lednu roku 2012 společnostmi The Control Group a Turnstile Music, a to jak na CD, tak i na gramofonové desce. Podíleli se na něm například Meilyr Jones, H. Hawkline a Stephen Black. Během nahrávání alba vzniklo několik písní, které se na něj nedostaly. Tyto nahrávky vyšly v srpnu 2012 na extended play Cyrk II.

## Seznam skladeb
1. Falcon Eyed – 2:48
2. Puts Me to Work – 3:27
3. Cyrk – 3:05
4. Julia – 3:23
5. Greta – 3:36
6. Fold the Cloth – 5:39
7. The Man I Wanted – 3:08
8. Through the Mill – 3:07
9. Ploughing Out, Pt. 1 – 3:52
10. Ploughing Out, Pt. 2 – 2:59

## Obsazení
- Cate Le Bon
- H. Hawkline
- Meilyr Jones
- Stephen Black
- Siôn Glyn
- Gwion Llewelyn
- Andy Fung